# Universidade de Teerã

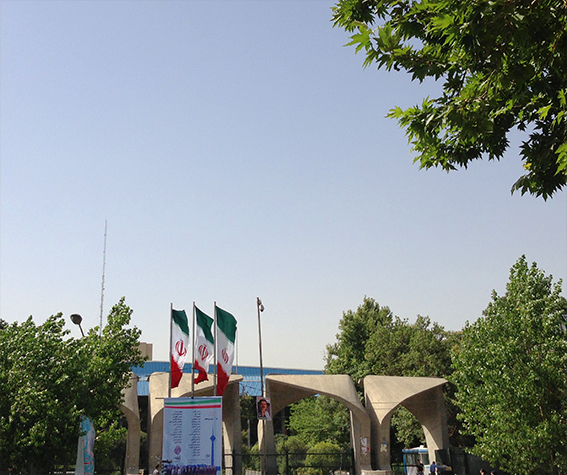
Entrada da universidade.

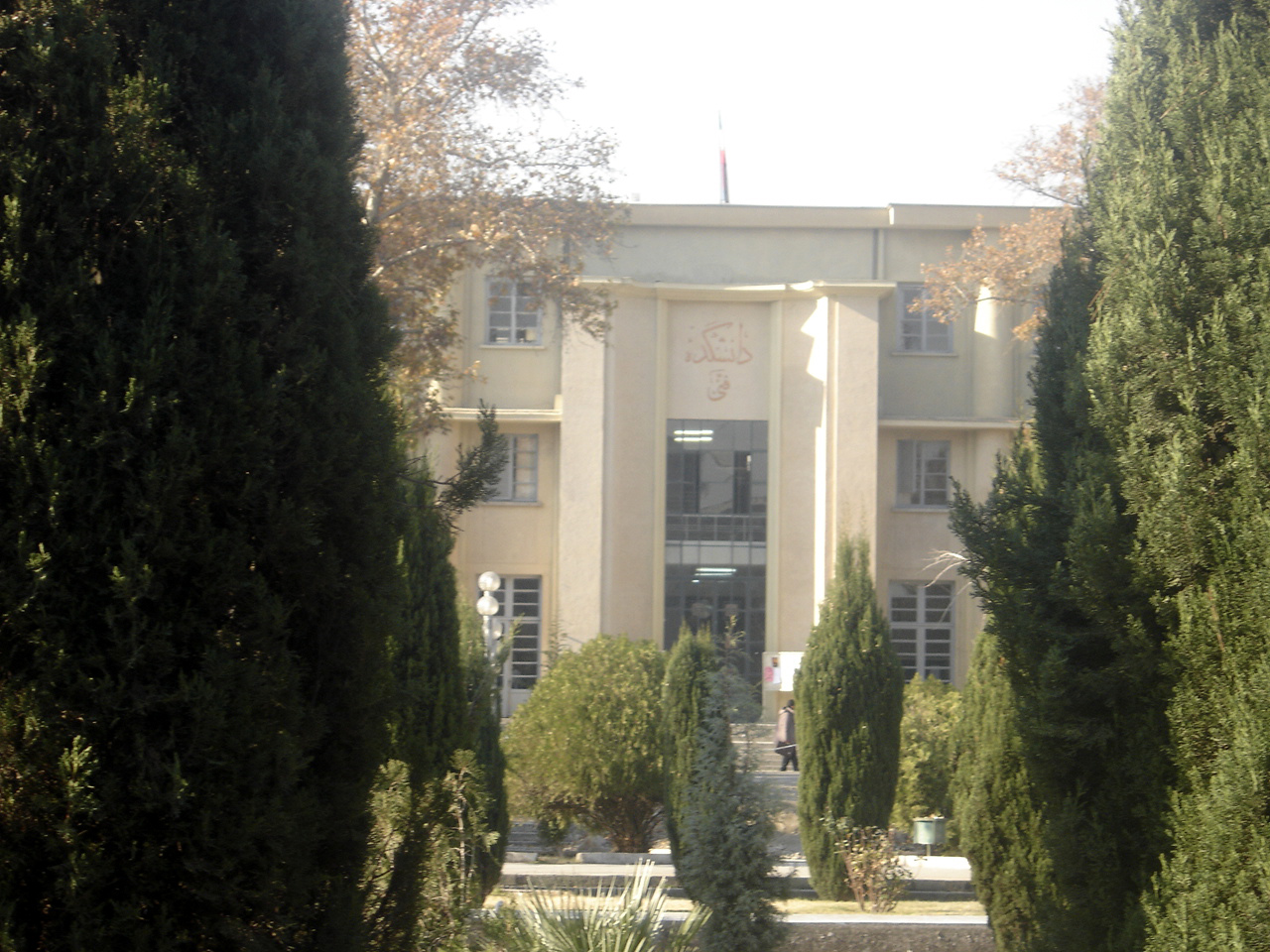
Prédio da Faculdade de Engenharia.

A Universidade de Teerã (português brasileiro) ou Universidade de Teerão (português europeu) (em persa دانشگاه تهران) é a universidade mais antiga do Irão, destacando-se, em 2009, entre as 500 melhores instituições de ensino superior do mundo.

## Ex-alunos ilustres
Nesta universidade notáveis profissionais obtiveram sua formação.
- Abdolkarim Soroush — filósofo e escritor
- Ahmad NikTalab — escritor e poeta
- Jalal Al-e-Ahmad — escritor, romancista, tradutor, filósofo, sociólogo e antropólogo
- Laleh Seddigh — piloto profissional de automóveis graduada em engenharia
- Morteza Avini — fotógrafo
- Mohammad-Ali Abtahi — teólogo, estudioso, ativista pró-democracia e ex-vice-presidente do Irã
- Shirin Ebadi — ativista política, advogada e ex-juíza